# Llista de peixos del riu Zambezi

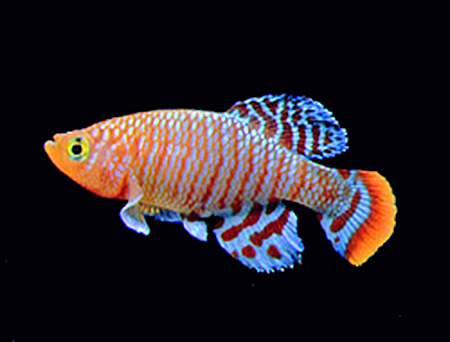
Nothobranchius rachovii

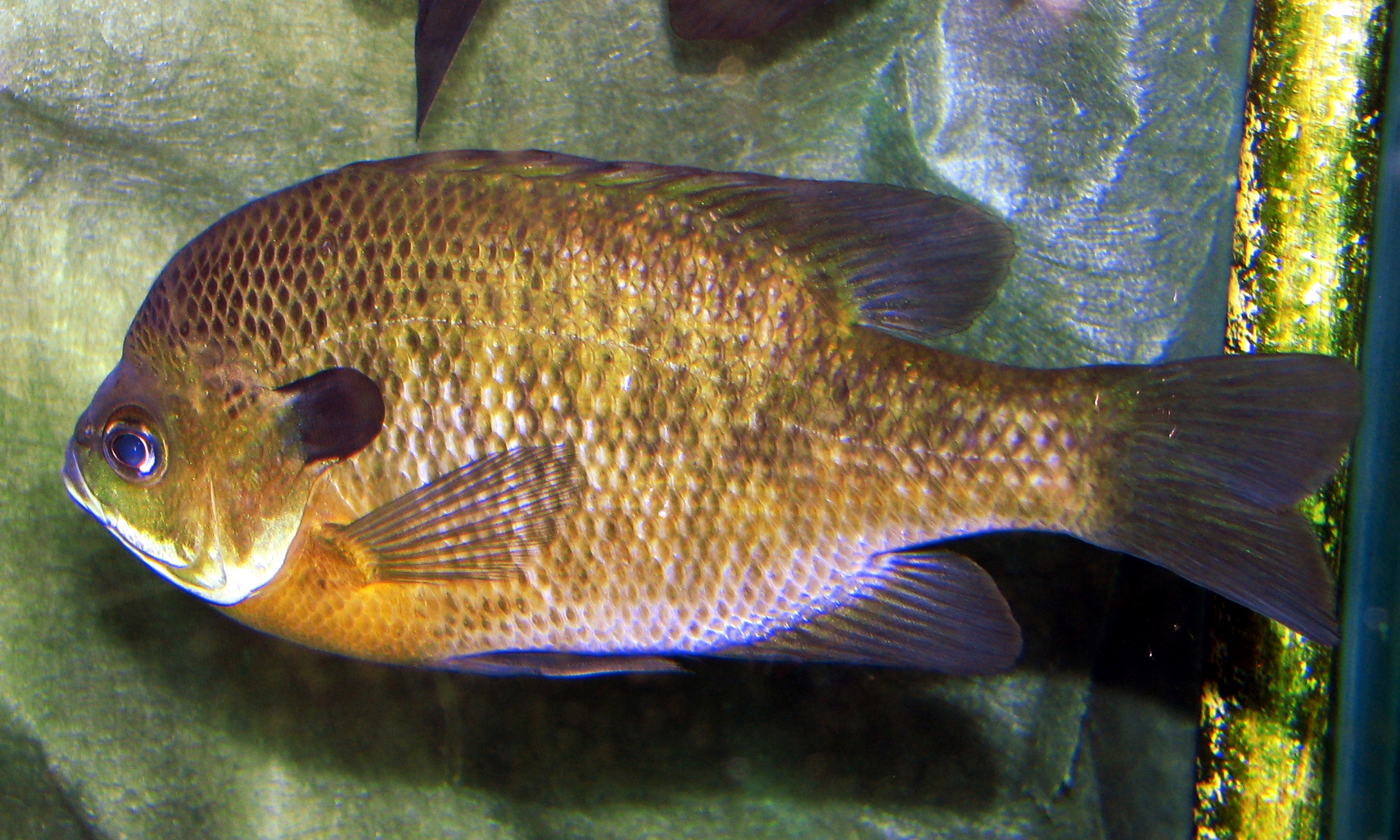
Lepomis macrochirus

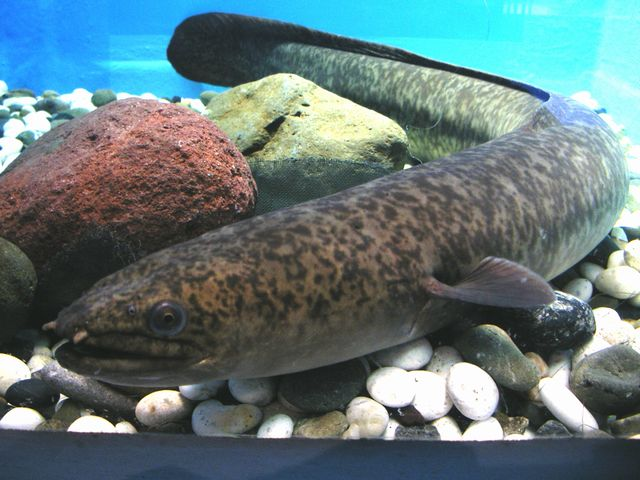
Anguilla marmorata

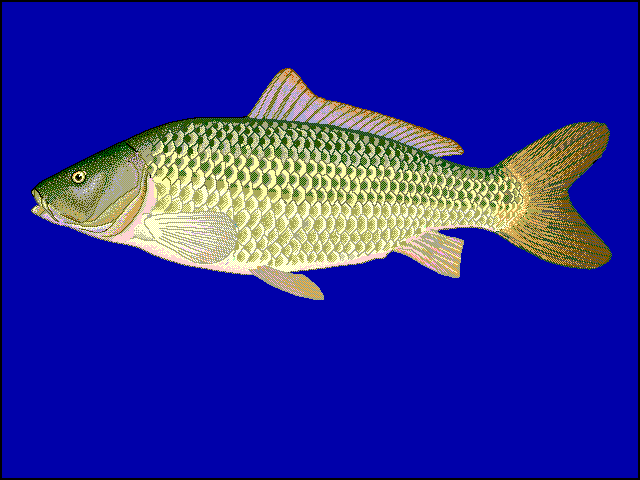
Cyprinus carpio carpio

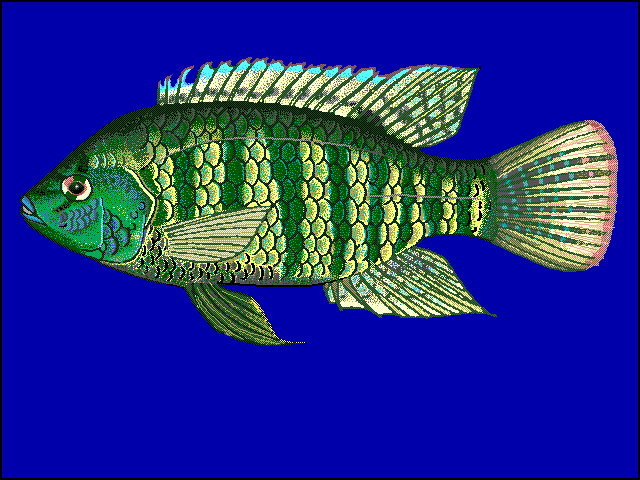
Tilapia sparrmanii

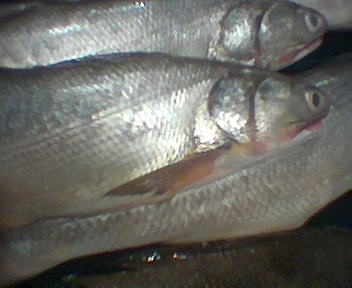
Elops machnata

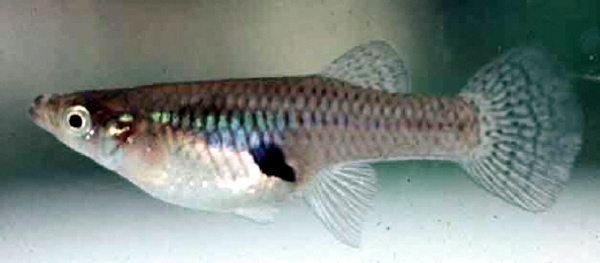
Gambusia affinis

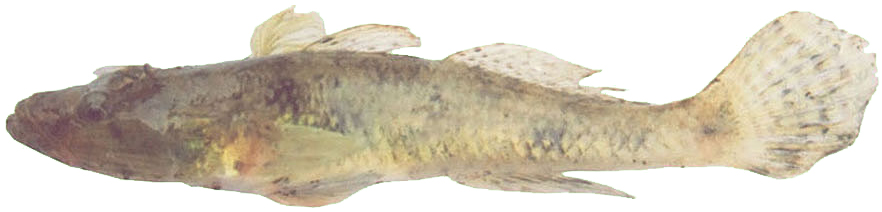
Glossogobius giuris

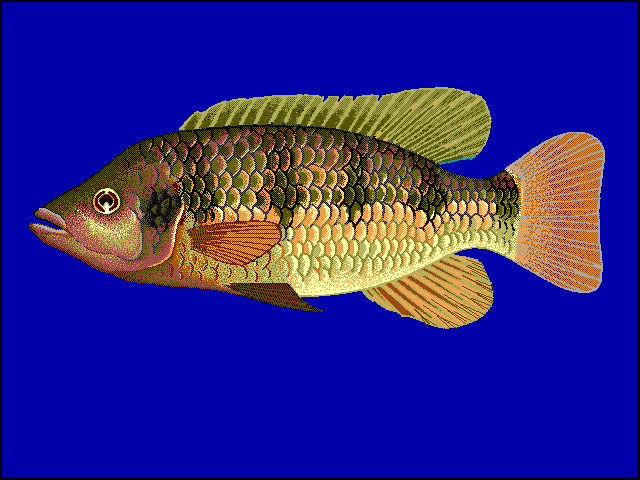
Hemichromis fasciatus

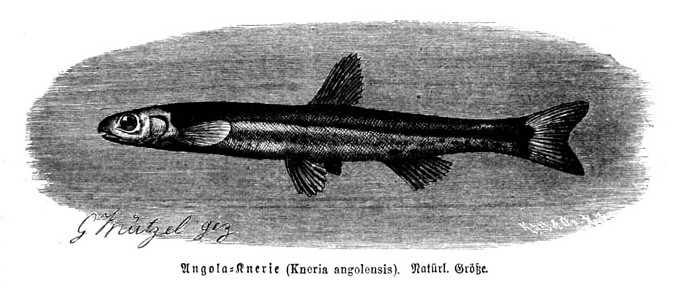
Kneria angolensis

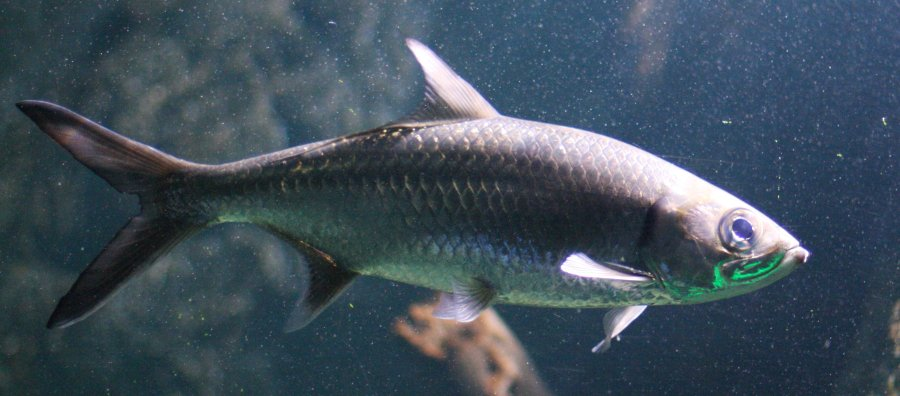
Megalops cyprinoides

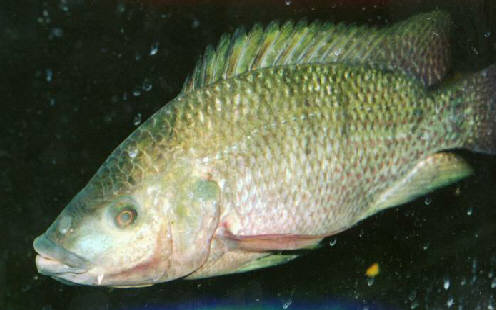
Oreochromis mossambicus

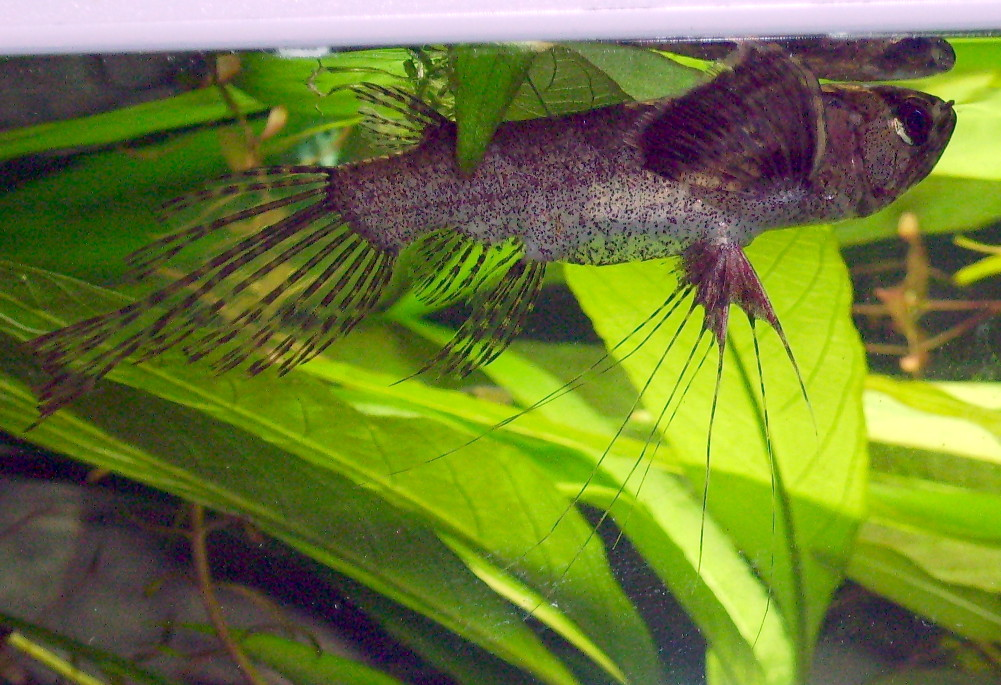
Pantodon buchholzi

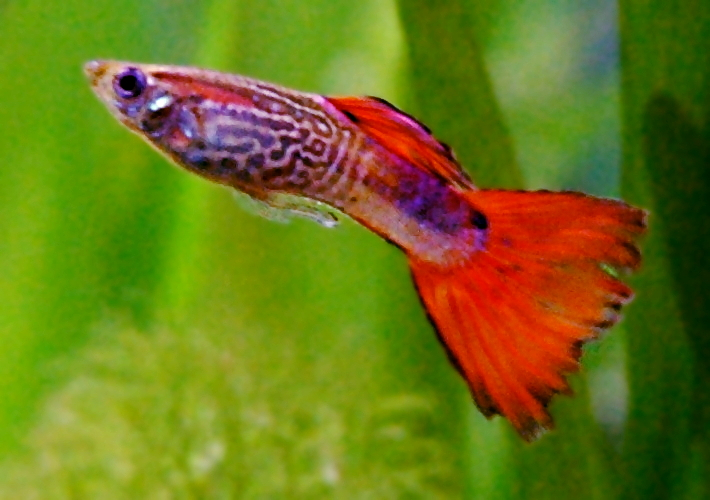
Poecilia reticulata

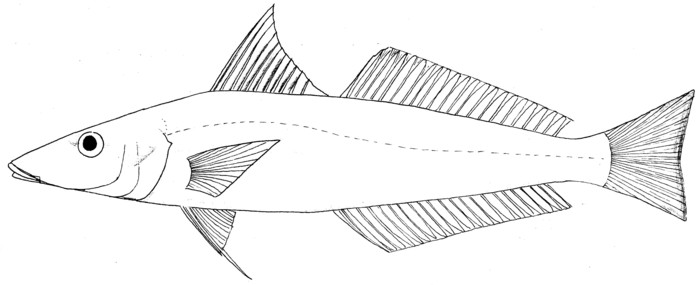
Sillago sihama

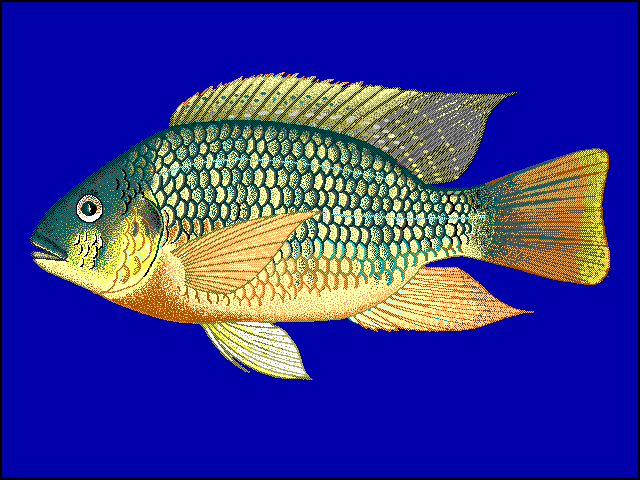
Tilapia rendalli

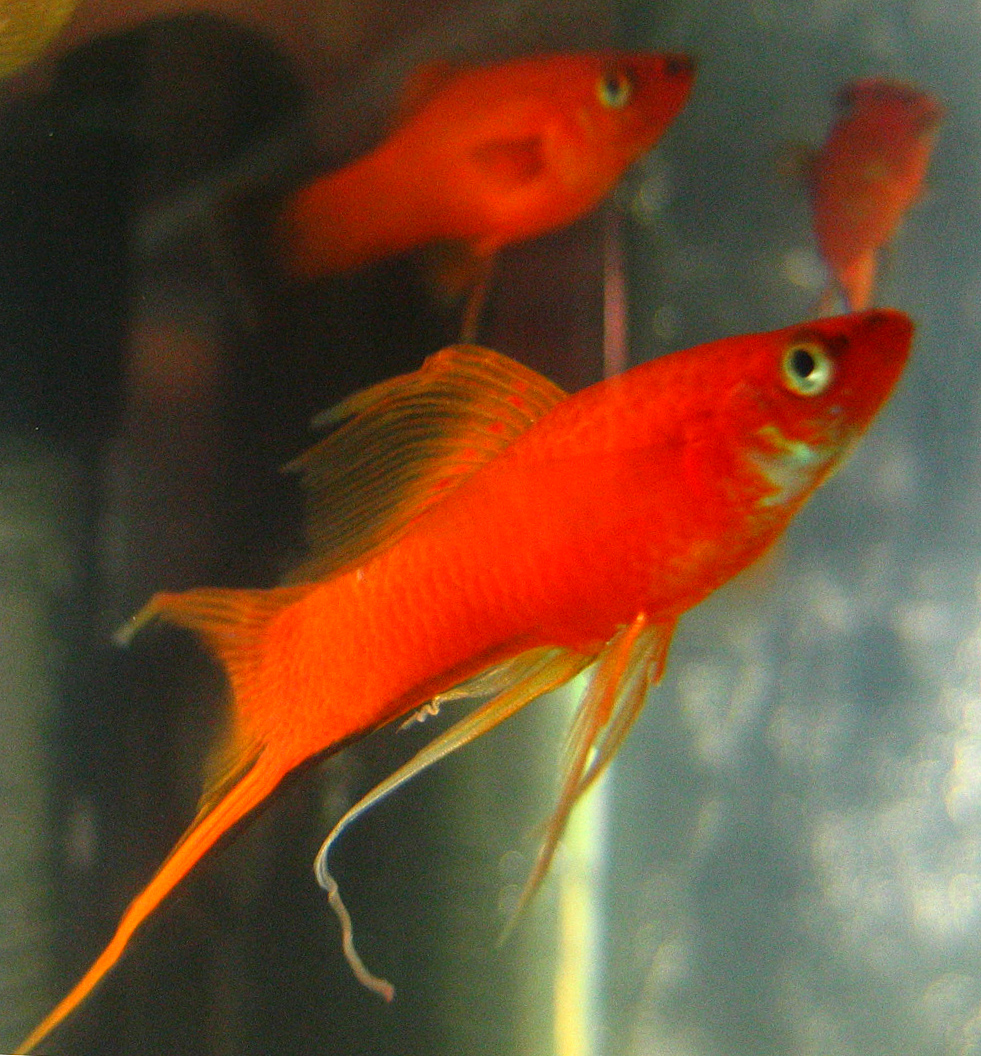
Xiphophorus hellerii

Aquesta llista de peixos del riu Zambezi inclou les 191 espècies de peixos que es poden trobar al riu Zambezi, a l'Àfrica Austral, ordenades per l'ordre alfabètic de llur nom científic.

## A
- Acanthopagrus berda
- Ambassis gymnocephalus
- Ambassis natalensis
- Ambassis productus
- Amphilius natalensis
- Amphilius uranoscopus
- Anguilla bengalensis labiata
- Anguilla bicolor bicolor
- Anguilla marmorata
- Anguilla mossambica
- Aplocheilichthys hutereaui
- Aplocheilichthys johnstoni
- Aplocheilichthys katangae
- Astatotilapia calliptera
- Awaous aeneofuscus

## B
- Barbus afrohamiltoni
- Barbus afrovernayi
- Barbus annectens
- Barbus atkinsoni
- Barbus barnardi
- Barbus barotseensis
- Barbus bifrenatus
- Barbus breviceps
- Barbus brevidorsalis
- Barbus choloensis
- Barbus dorsolineatus
- Barbus eutaenia
- Barbus fasciolatus
- Barbus haasianus
- Barbus kerstenii
- Barbus lineomaculatus
- Barbus macrotaenia
- Barbus manicensis
- Barbus mattozi
- Barbus miolepis
- Barbus multilineatus
- Barbus neefi
- Barbus paludinosus
- Barbus poechii
- Barbus radiatus radiatus
- Barbus tangandensis
- Barbus thamalakanensis
- Barbus toppini
- Barbus trimaculatus
- Barbus unitaeniatus
- Barbus viviparus
- Brachysomophis crocodilinus
- Brycinus imberi
- Brycinus lateralis

## C
- Carassius auratus auratus
- Carcharhinus leucas
- Chelonodon laticeps
- Chiloglanis emarginatus
- Chiloglanis neumanni
- Chiloglanis pretoriae
- Clariallabes platyprosopos
- Clarias gariepinus
- Clarias liocephalus
- Clarias ngamensis
- Clarias stappersii
- Clarias submarginatus
- Clarias theodorae
- Clypeobarbus bellcrossi
- Coptostomabarbus wittei
- Ctenopoma multispine
- Ctenopoma muriei
- Cyprinus carpio carpio

## D
- Distichodus mossambicus
- Distichodus schenga

## E
- Elops machnata

## G
- Gambusia affinis
- Glossogobius callidus
- Glossogobius giuris

## H
- Hemichromis elongatus
- Hemichromis fasciatus
- Hemigrammocharax machadoi
- Hemigrammocharax multifasciatus
- Hemigrammopetersius barnardi
- Hepsetus odoe
- Heterobranchus longifilis
- Hilsa kelee
- Hippopotamyrus ansorgii
- Hippopotamyrus discorhynchus
- Hippopotamyrus szaboi
- Hydrocynus forskahlii
- Hydrocynus vittatus
- Hypsopanchax jubbi

## K
- Kneria angolensis
- Kneria auriculata
- Kneria polli

## L
- Labeo altivelis
- Labeo congoro
- Labeo cylindricus
- Labeo lunatus
- Labeo molybdinus
- Labeobarbus codringtonii
- Labeobarbus marequensis
- Leiognathus equulus
- Lepomis macrochirus
- Limnothrissa miodon
- Liza alata

## M
- Malapterurus shirensis
- Malapterurus zambezensis
- Marcusenius altisambesi
- Marcusenius macrolepidotus macrolepidotus
- Mastacembelus frenatus
- Mastacembelus shiranus
- Mastacembelus vanderwaali
- Megalops cyprinoides
- Mesobola brevianalis
- Micralestes acutidens
- Micralestes humilis
- Microctenopoma intermedium
- Microphis brachyurus brachyurus
- Microphis fluviatilis
- Micropterus salmoides
- Mormyrops anguilloides
- Mormyrus lacerda
- Mormyrus longirostris
- Mugilogobius mertoni

## N
- Nannocharax macropterus
- Neolebias lozii
- Nothobranchius kafuensis
- Nothobranchius orthonotus
- Nothobranchius rachovii

## O
- Oncorhynchus mykiss
- Opsaridium tweddleorum
- Opsaridium zambezense
- Oreochromis andersonii
- Oreochromis macrochir
- Oreochromis mortimeri
- Oreochromis mossambicus
- Oreochromis placidus placidus
- Oreochromis shiranus shiranus

## P
- Pantodon buchholzi
- Parakneria fortuita
- Parakneria mossambica
- Paramormyrops jacksoni
- Parauchenoglanis ngamensis
- Periophthalmus argentilineatus
- Petrocephalus catostoma catostoma
- Petrocephalus wesselsi
- Pharyngochromis acuticeps
- Pharyngochromis darlingi
- Plicofollis dussumieri
- Poecilia reticulata
- Pollimyrus castelnaui
- Pollimyrus marianne
- Pristis microdon
- Protopterus amphibius
- Protopterus annectens brieni
- Pseudocrenilabrus philander philander

## R
- Rhabdalestes maunensis
- Rhabdalestes rhodesiensis

## S
- Sargochromis carlottae
- Sargochromis codringtonii
- Sargochromis giardi
- Sargochromis greenwoodi
- Sargochromis mortimeri
- Schilbe intermedius
- Schilbe mystus
- Schilbe yangambianus
- Serranochromis altus
- Serranochromis angusticeps
- Serranochromis longimanus
- Serranochromis macrocephalus
- Serranochromis robustus jallae
- Serranochromis robustus robustus
- Serranochromis thumbergi
- Sillago sihama
- Solea bleekeri
- Stenogobius kenyae
- Synodontis leopardina
- Synodontis macrostigma
- Synodontis macrostoma
- Synodontis nebulosa
- Synodontis nigromaculata
- Synodontis thamalakanensis
- Synodontis vanderwaali
- Synodontis woosnami
- Synodontis zambezensis

## T
- Terapon jarbua
- Thryssa vitrirostris
- Tilapia rendalli
- Tilapia ruweti
- Tilapia sparrmanii

## V
- Varicorhinus pungweensis

## X
- Xiphophorus hellerii

## Y
- Yongeichthys nebulosus

## Z
- Zaireichthys dorae
- Zaireichthys rotundiceps[1]